# Thomas Pinckney
Pour les articles homonymes, voir Pinckney.
Thomas Pinckney, né en 1750 à Charleston (Caroline du Sud), alors colonie du Royaume-Uni, et mort en 1828, est un soldat, politicien et diplomate américain. 

## Biographie
Il est le fils de Charles Pinckney (mort en 1758), politicien de la Caroline du Sud. Thomas Pinckney est formé en Grande-Bretagne à Westminster et en France. Il combat ensuite de 1775 à 1781 pendant la guerre d'indépendance américaine, ce qui lui permet d'obtenir le grade d'ingénieur-capitaine.
En 1792, il est l'ambassadeur américain en Grande-Bretagne et, en 1795, est nommé envoyé extraordinaire à la cour de Madrid, afin de négocier le traité de Madrid (1795) pour les États-Unis, l'autre signataire étant Don Manuel de Godoy pour l'Espagne. Ce traité, qui porte son nom, permet aux États-Unis de récupérer l'administration du Mississippi à partir du Natchez District, tout en assurant aux marchands la zone franche de la Nouvelle-Orléans, pour stocker leurs produits sans taxes. En 1796, il s'active pour la libération du marquis de Lafayette, détenu en Autriche, par des démarches auprès de l'ambassadeur d'Autriche à Londres.
En 1796, le président américain John Adams s'adjoint le populaire Thomas Pinckney, ancien ambassadeur en France, comme candidat à la vice-présidence. De 1797 à 1801, il est aussi gouverneur de la Caroline du Sud et élu par ailleurs à la Chambre des représentants
Il est plus tard général de division lors de la guerre de 1812. Son frère, Charles Cotesworth Pinckney, et son cousin, Charles Pinckney, sont signataires de la Constitution des États-Unis.